# Haraszti János (állatorvos)
Haraszti János (Kaposvár, 1924. október 29. – Budapest, 2007. október 22.) magyar állatorvos, egyetemi tanár, egyetemi nagydoktor kutató. Tudományos munkássága a háziállatok szaporodásának számos területét érintette, közülük több úttörő jelentőségűnek bizonyult, tovább növelve a magyarországi állatorvos-tudomány nemzetközi elismertségét. Eredményeit számos hazai és nemzetközi publikációban, tan- és kézikönyvekben közölték.

## Életpályája
Szülővárosában, a mai Táncsics Mihály Gimnáziumban érettségizett. Az állatorvosi diploma megszerzését követően Kaposváron, majd a Somogy megyei Batén helyezkedett el körállatorvosként. A kor nagy tekintélyű tudósa, Csukás Zoltán meghívására 1952-től az Állatorvostudományi Egyetem állattenyésztési tanszékének tanársegédje. 1953-ban kerül a Szülészeti Tanszék oktatói közé, melynek 1955-től adjunktusa. 1961-ben kandidált,  1968-ban az egyetem docense, 1975-ben egyetemi tanár lett.
1973-tól 1991-ig az Állatorvostudományi Egyetem Szülészeti és Szaporodásbiológiai Tanszék és Klinika tanszékvezető és klinikaigazgató egyetemi tanára volt. Tanszékvezetése alatt indultak meg az egyetemen a biotechnológiai kutatások. Két ciklusban, 1990-ig az Állatorvostudományi Egyetem tudományos rektorhelyettesi funkcióját is ellátta. Az MTA Tudományos Minősítő Bizottságának megbízására részt vett aspiránsok képzésében, munkájuk irányításában, melynek eredménye, hogy nyolc belföldi és külföldi aspiráns szerzett irányításával kandidátusi oklevelet, emellett négy patronáltja is az MTA doktorává vált.
Széles körű vizsgálatokat folytatott a tejhasznú tehenek ellés körüli anyagforgalmi zavarainak és szaporodási rendellenességeinek összefüggéseire vonatkozóan, mellyel hazánkban második állatorvosként elnyerte az "állatorvostudomány doktora" tudományos fokozatot 1986-ban és így egyetemi nagydoktor lett.
Munkássága során tizenöt éven keresztül az Állatorvostudományi Egyetem Felülvéleményező Bizottságának, tíz éven keresztül az Acta Veterinaria Hungarica szerkesztő bizottságának elnöke, a Magyar Tudományos Akadémia Állatorvos-tudományi Bizottságának tagja, majd titkára. Elnöke, végül örökös tiszteletbeli elnöke a Magyar Szaporodásbiológiai Társaságnak. 126 önálló illetve munkatársakkal közösen írt publikációja jelent meg hazai és külföldi szaklapokban.

## Főbb tudományos eredményei
A megjelent tudományos közleményei közül a hazai és külföldi érdeklődés alapján a következők érdemelnek kiemelést:
- Elsőként írta le és vezette be az idősült méhhurut curettage útján való gyógykezelését lovaknál, melynek gyógykezelési folyamatára egy új állatorvosi műszert is kifejlesztett. Az új eljárás kedvező nemzetközi visszhangot váltott ki, és szélesen elterjedt főleg az Amerikai Egyesült Államokban és Kanadában.
- Kezdeményezte a szarvasmarha nemi működését tükröző endokrinológiai kutatásokat, eleinte a vizelet pregnandiol-, majd a vérplazma progeszterontartalmának meghatározásával. A későbbiekben az általa irányított tanszéken dolgozták ki elsőként a gyakorlat számára is hozzáférhető enzim-immunanalitikai eljárást, amelyet a progeszteronnak vérsavóból és a tejből való kimutatására is alkalmassá tették.
- A progeszteron metabolitjának, a pregnandiolnak izolálása szarvasmarha vizeletéből és annak a nemi ciklus, valamint a vemhesség alatti nyomon követése.
- Nevéhez fűződik a reprodukciós biotechnológiai kutatások megindítása, melynek során embrióátültetési kísérletek folytatott nyúlon, juhon, sertésen és szarvasmarhán. Ezzel kapcsolatban a fő hangsúly az ipari gyakorlatba is beilleszthető, nem sebészi embriónyerés és átültetés módszereire esett.
- Úttörő jellegűek a juhok és sertések ivarzásának és nemi működésének hormonális szinkronizálásával kapcsolatos vizsgálatai és eredményei. E vizsgálat alapján két készítmény látott napvilágot: a Glanducorpin ad. us. vet. progeszteron-injekció és a Synchrovet premix ad. us. vet. juhok nemi működésének szabályozására.[3]
- Laboratóriumi és klinikai vizsgálatokkal igazolta a szárazon álló tehenek helytelen tartása-takarmányozása és az ellés után késedelmesen meginduló nemi működés közötti összefüggést a metabolikus és endokrin folyamatok alakulásának tükrében. Az eredmények alapján fel lehetett hívni az állattartó üzemek figyelmét a tejtípusú szarvasmarhák szárazon állási alatti helytelen takarmányozásának jelentős szerepére az ellés utáni reprodukciós zavarok keletkezésében.
- Három munkatársával közösen eljárást dolgozott ki emlős állatok szaporulatának növelésére, amelyre az Országos Találmányi Hivatal szabadalmat adott. A találmányra további nyolc országban is bejelentést tettek.

## Főbb művei
- Állatorvosi kórélettan (Mezőgazdasági Kiadó) (1974, 1982) (társszerző)
- Szarvasmarha-egészségtan (Mezőgazdasági Kiadó) (1983) (társszerző)
- A szarvasmarha anyagforgalmi betegségei és mérgezései (Mezőgazdasági Kiadó) (1987)
- A háziállatok szülészete és szaporodásbiológiája (Mezőgazdasági Könyvkiadó Vállalat) (1993)
- Tejgazdasági kézikönyv (1996)

## Díjai, elismerései

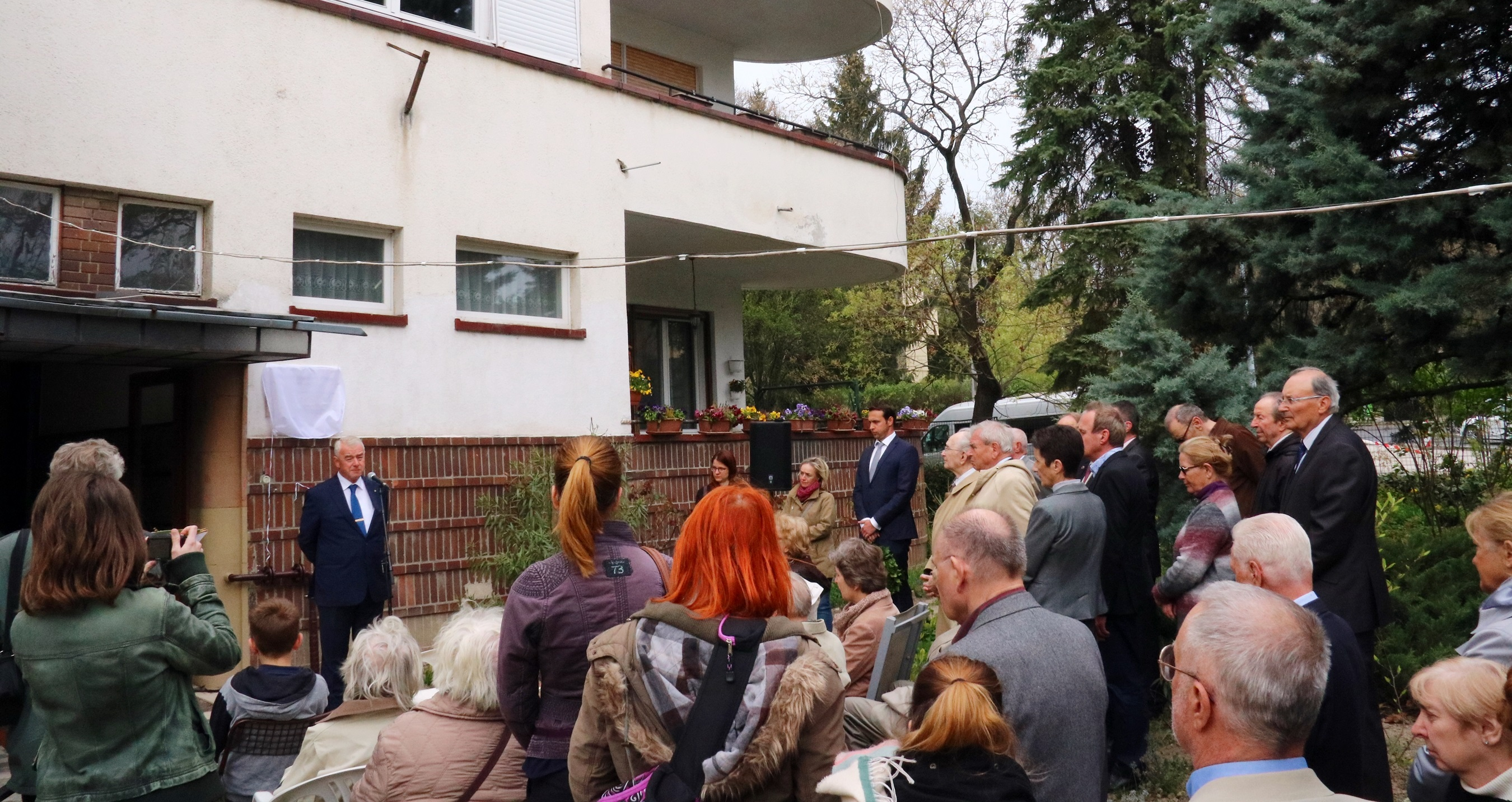
Dr. Sótonyi Péter, az Állatorvosi Egyetem rektora beszédet mond a professzor emléktáblájának avatásán

- 1968-ban az Akadémiai-díj kitüntetettje,
- 1986-ban elnyerte az "állatorvostudomány doktora" tudományos fokozatot és így egyetemi nagydoktor lett.
- 1991-ben az egyetem díszdoktorává avatták,
- 1992-ben az Állatorvostudományi Egyetem tudományos munkája elismeréseként Honoris Causa doktorrá fogadta,
- 1993-ban a brünni Állatorvosi Egyetem a Prybil emlékplakettel és diplomával tüntette ki,
- 1995-ben Hetzel-emlékéremmel[4] tüntették ki,
- 2003-ban Mádl Ferenc köztársasági elnök az Életfa emlékplakett ezüst fokozatában részesítette,
- 2004-ben a budapesti egyetem professor emeritusszá avatta.
- 2019-ben az Állatorvosi Egyetem és a II. Kerületi Önkormányzat emléktáblát avatott tiszteletére

## Emlékezete

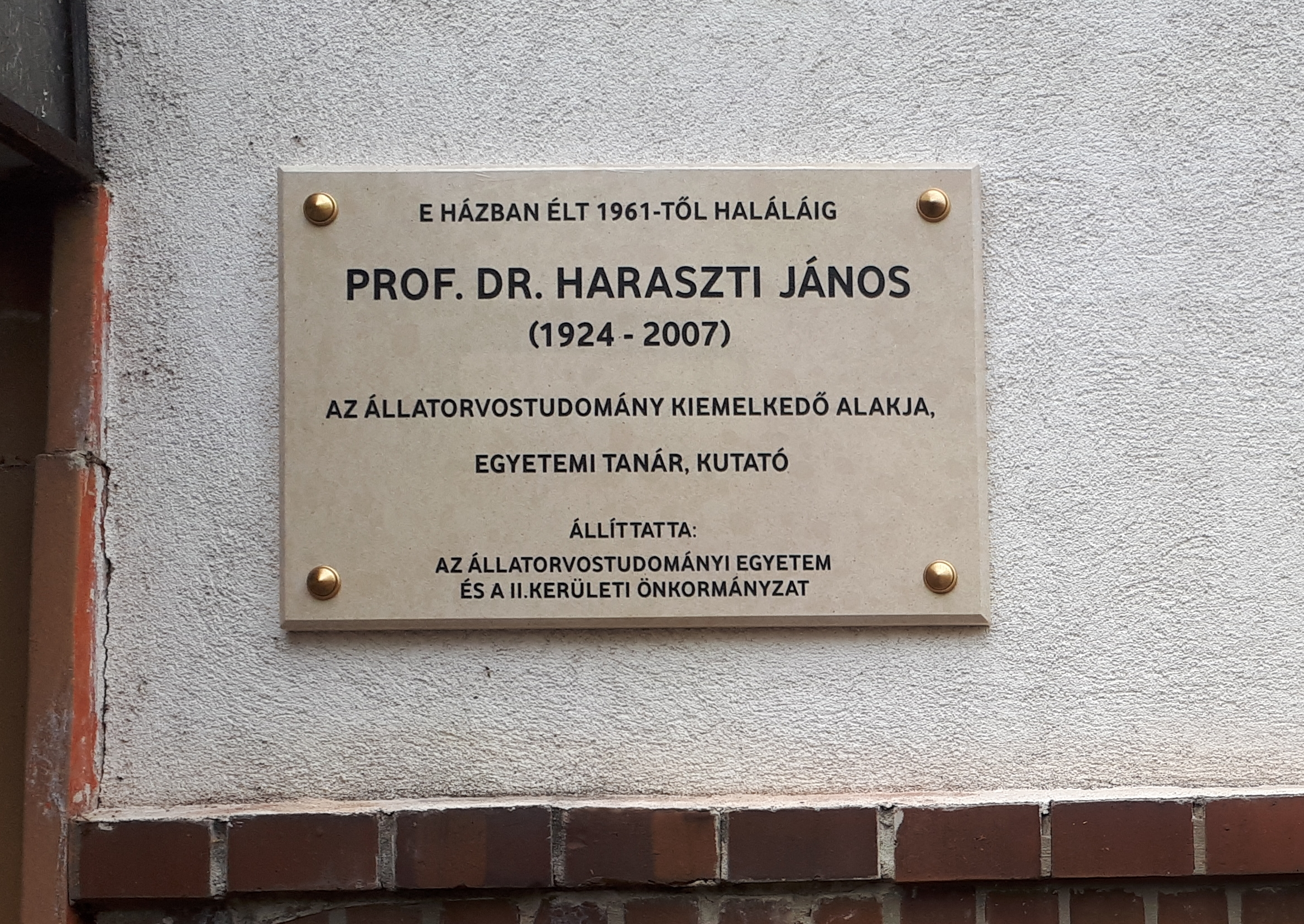
Emléktáblája egykori lakóhelyén

Születése 95. évfordulójának évében az Állatorvostudományi Egyetem és a Budapest II. kerületének önkormányzata emléktáblát állított tiszteletére korábbi pasaréti lakóházának épületén, a Gyergyó utca 8. alatt. 

## Külső hivatkozások
- – Szaporodásbiológiai találkozó
- – Köztársasági elnöki kitüntetés díjazottjai
- [3] - Tudományos munkáinak jegyzéke